# Atracis collecta
Atracis collecta är en insektsart som först beskrevs av Melichar 1902.  Atracis collecta ingår i släktet Atracis och familjen Flatidae. Inga underarter finns listade i Catalogue of Life.